# Francisco de Mendonça e Vasconcelos
Francisco de Mendonça e Vasconcelos (Portugal, 15?? - ???, ???), foi um administrador colonial português.
Exerceu as funções de Governador da Capitania do Rio de Janeiro, de 1598 a 1602.
Em 12 de março de 1598, Salvador Correia de Sá, depois de governar o Rio de Janeiro por cerca de vinte e um anos, foi substituído pro Francisco de Mendonça e Vasconcelos escolhido pelo governador-geral do Brasil à época, D. Francisco de Sousa. Até então, nada havia feito na metrópole que justificasse alcançar esse posto no ultramar. Chegou à cidade do Rio em 7 de julho daquele ano e parece ter tido um governo bastante apagado.
Enfrentou certa oposição dos habitantes da terra ao seu nome, levando-se em conta a presença marcante que a família Sá teve ao longo de tantos anos antes de sua nomeação, lutando contra os silvícolas e estabelecendo as bases dessa cidade, incentivando sua proteção, ampliação e desenvolvimento ao longos de mais de três décadas em que governaram aquela região.
Com a chegada do novo capitão-governador, indispôs-se com este Salvador Correia de Sá, filho de Mem de Sá, que procurava pela de minas de pedras preciosas no interior do Brasil, sabendo que esta terra ainda não desvendara as suas riquezas. Viajou à Corte, devido a amizade com Cristóvão de Moura, que havia sido nomeado, à 8 de fevereiro de 1600 para o cargo de Vice-Rei de Portugal. o capitão Salvador partiu em agosto de 1601 e chegou a Lisboa em outubro de 1602, depois de uma complicada travessia do Atlântico. Com a ajuda de Moura, usou sua influência para conseguir um novo governo para o Rio de Janeiro, conseguindo, ainda, a nomeação de seu filho para esse cargo naquele ano, o qual recebeu após a morte de Dom Francisco de Sousa.
Assim, a sorte de Mendonça e Vasconcelos foi resolvida em julho de 1602, quando findou o exercício do cargo sem grandes realizações. Veio a suceder-lhe Martim de Sá, filho de Salvador, que retomou o controle da Capitania do Rio de Janeiro para a família Correia de Sá.